# Wioślarstwo na Letnich Igrzyskach Olimpijskich 2016 – kwalifikacje

## Zasady kwalifikacji
Każdy z Krajowych Komitetów Olimpijskich mógł wprowadzić jedną łódź w każdej z konkurencji wioślarskiej. Kwalifikacje do igrzysk olimpijskich można było zdobyć podczas mistrzostw świata w 2015 roku, kontynentalnych regat kwalifikacyjnych (Afryka, Azja, Ameryka Łacińska) oraz finałowych regat kwalifikacyjnych (interkontynentalnych) w Lucernie.

## Zawody kwalifikacyjne
| Zawody                                       | Data                          | Miejsce             |
| -------------------------------------------- | ----------------------------- | ------------------- |
| Mistrzostwa Świata w Wioślarstwie 2015       | 30 sierpnia – 6 września 2015 | Aiguebelette-le-Lac |
| Regaty kwalifikacyjne dla Afryki             | 5-6 października 2015         | Tunis               |
| Regaty kwalifikacyjne dla Ameryki Łacińskiej | 19-20 marca 2016              | Valparaíso          |
| Regaty kwalifikacyjne dla Azji               | 23-25 kwietnia 2015           | Chungju             |
| Finałowe regaty kwalifikacyjne               | 22-25 maja 2016               | Lucerna             |

## Podsumowanie kwalifikacji
| Konkurencja                              | Gospodarz | MŚ 2015 | Azja                                                                                      | Afryka                                | Ameryka Łacińska                                                            | Finał kontynentalny                                       | Dzikie karty    | Razem |
| ---------------------------------------- | --------- | --- | ----------------------------------------------------------------------------------------- | ------------------------------------- | --------------------------------------------------------------------------- | --------------------------------------------------------- | --------------- | ----- |
| Mężczyźni                                |           | |                                                                                           |                                       |                                                                             |                                                           |                 |       |
| M1x (jedynka)                            |           | Czechy · Nowa Zelandia · Litwa · Norwegia · Chorwacja · Kuba · Białoruś · Wielka Brytania · Polska                                               | Korea Południowa · Indie · Indonezja · Tajlandia · Kazachstan · Irak · Uzbekistan         | Egipt · Tunezja · Algieria · Zimbabwe | Meksyk · Argentyna · Peru · Urugwaj · Wenezuela · Ekwador · Paragwaj        | Belgia · Australia · Węgry                                | Libia · Vanuatu | 32    |
| M2x (dwójka podwójna)                    |           | Chorwacja · Australia · Nowa Zelandia · Niemcy · Litwa · Francja · Azerbejdżan · Wielka Brytania · Kuba · Włochy · Bułgaria                      |                                                                                           |                                       |                                                                             | Norwegia · Serbia                                         |                 | 13    |
| LM2x (dwójka podwójna wagi lekkiej)      |           | Francja · Włochy · Południowa Afryka · Wielka Brytania · Norwegia · Niemcy · Polska · Stany Zjednoczone · Austria · Szwajcaria · Irlandia        | Chiny · Japonia · Hongkong                                                                | Angola                                | Brazylia · Chile · Kuba ·                                                   | (kwalifikacje europejskie): · Dania · Turcja              |                 | 20    |
| M4x (czwórka podwójna)                   |           | Litwa · Australia · Szwajcaria · Niemcy · Estonia · Wielka Brytania · Polska · Ukraina                                                           |                                                                                           |                                       |                                                                             | Nowa Zelandia · Kanada                                    |                 | 10    |
| M2- (dwójka bez sternika)                |           | Nowa Zelandia · Wielka Brytania · Serbia · Holandia · Włochy · Australia · Południowa Afryka · Francja · Stany Zjednoczone · Hiszpania · Rumunia |                                                                                           |                                       |                                                                             | Czechy · Węgry                                            |                 | 13    |
| M4- (czwórka bez sternika)               |           | Włochy · Wielka Brytania · Kanada · Holandia · Australia · Niemcy · Stany Zjednoczone · Białoruś · Grecja · Rosja · Rumunia                      |                                                                                           |                                       |                                                                             | Południowa Afryka · Francja                               |                 | 13    |
| LM4- (czwórka bez sternika wagi lekkiej) |           | Dania · Holandia · Nowa Zelandia · Szwajcaria · Francja · Włochy · Stany Zjednoczone · Chiny · Wielka Brytania · Czechy · Kanada                 |                                                                                           |                                       |                                                                             | Grecja · Niemcy                                           |                 | 13    |
| M8+ (ósemka)                             |           | Wielka Brytania · Niemcy · Holandia · Nowa Zelandia                                                                                              |                                                                                           |                                       |                                                                             | Stany Zjednoczone · Polska · Włochy                       |                 | 7     |
| Kobiety                                  |           | |                                                                                           |                                       |                                                                             |                                                           |                 |       |
| W1x (jedynka)                            |           | Chiny · Czechy · Stany Zjednoczone · Australia · Szwajcaria · Kanada · Szwecja · Litwa · Austria                                                 | Korea Południowa · Iran · Chińskie Tajpej · Tajlandia · Kazachstan · Indonezja · Singapur | Zimbabwe · Nigeria · Algieria · Egipt | Bermudy · Meksyk · Trynidad i Tobago · Argentyna · Paragwaj · Peru · Bahamy | Nowa Zelandia · Irlandia · Białoruś · Dania               | Togo            | 32    |
| W2x (dwójka podwójna)                    |           | Nowa Zelandia · Wielka Brytania · Litwa · Grecja · Polska · Niemcy · Chiny · Francja · Białoruś · Australia · Stany Zjednoczone                  |                                                                                           |                                       |                                                                             | Czechy · Dania                                            |                 | 13    |
| LW2x (dwójka podwójna wagi lekkiej)      |           | Nowa Zelandia · Wielka Brytania · Niemcy · Kanada · Południowa Afryka · Dania · Chiny · Polska · Irlandia · Stany Zjednoczone                    | Japonia · Hongkong · Wietnam                                                              | Tunezja                               | Brazylia · Kuba · Chile                                                     | (kwalifikacje europejskie): · Holandia · Rumunia · Włochy |                 | 20    |
| W4x (czwórka podwójna)                   |           | Stany Zjednoczone · Niemcy · Holandia · Polska · Australia                                                                                       |                                                                                           |                                       |                                                                             | Chiny · Ukraina                                           |                 | 7     |
| W2- (dwójka bez sternika)                |           | Wielka Brytania · Nowa Zelandia · Stany Zjednoczone · Dania · Południowa Afryka · Kanada · Rumunia · Niemcy · Holandia · Francja · Białoruś      |                                                                                           |                                       |                                                                             | Hiszpania · Chiny · Włochy · Polska                       |                 | 15    |
| W8+ (ósemka)                             |           | Stany Zjednoczone · Nowa Zelandia · Kanada · Wielka Brytania                                                                                     |                                                                                           |                                       |                                                                             | Rumunia · Holandia · Australia                            |                 | 7     |